# Médaille d'or Langley
La médaille d'or Langley, ou médaille d'or Samuel P. Langley pour l'aérodromique, est un prix donné par la Smithsonian Institution pour des contributions exceptionnelles aux sciences de l'aéronautique et de l'astronautique. Nommée en l'honneur de Samuel P. Langley, le troisième secrétaire du Smithsonian, elle a été autorisée par le conseil d'administration en 1909.

## Liste des lauréats

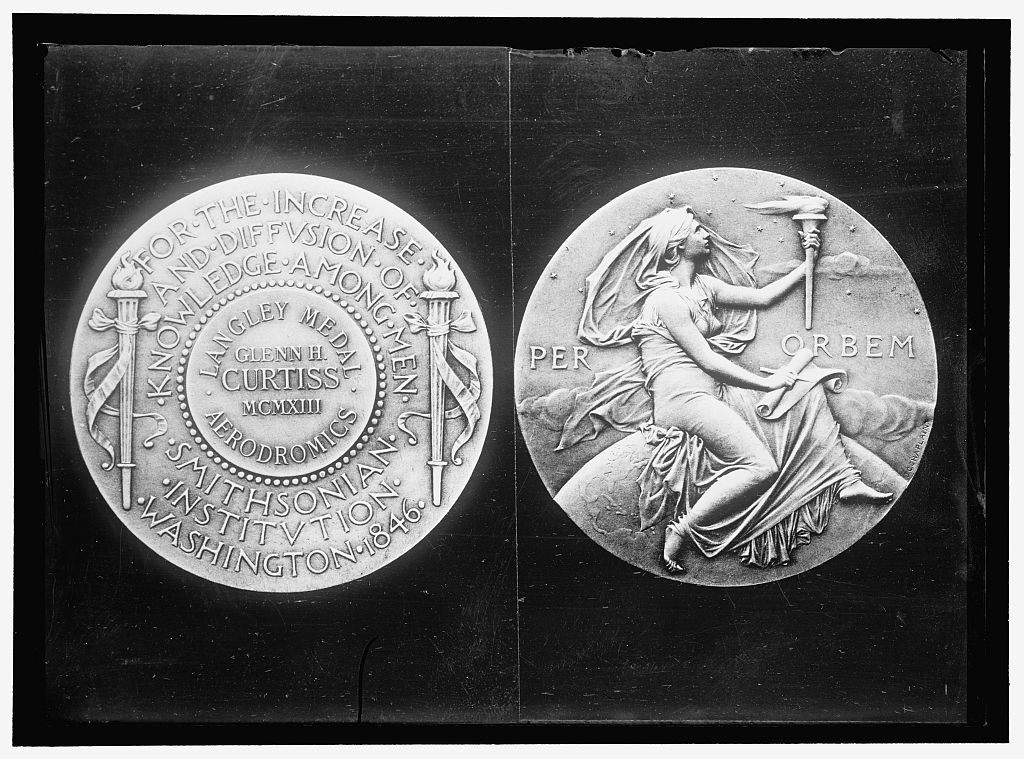
Le devant et l'envers de la médaille de 1913, décernée à Glenn Hammond Curtiss

(Référence, sauf si décernée individuellement)
- 1910 Orville et Wilbur Wright[2]
- 1913 Glenn Curtiss, Gustave Eiffel[3]
- 1927 Charles Lindbergh[4]
- 1929 Charles M. Manly (à titre posthume), Richard E. Byrd
- 1935 Joseph Sweetman Ames
- 1955 Jérôme Clarke Hunsaker[5]
- 1960 Robert H. Goddard (à titre posthume)
- 1962 Hugh Latimer Dryden
- 1964 Alan Shepard
- 1967 Wernher von Braun[6]
- 1971 Samuel C. Phillips
- 1976 James E. Webb
- 1976 Grover Loening (en)
- 1981 Charles Stark Draper
- 1981 Robert T. Jones (en)
- 1983 Ross Perot, Jr (en) et Jay Coburn
- 1987 Barry Goldwater
- 1992 Benjamin O. Davis, Jr
- 1999 Neil Armstrong, Buzz Aldrin et Michael Collins
- 2016 James E. Hubbard, Jr